# モーリー (DD-401)
|          |                                                     |
| 艦歴     |                                                     |
| 発注     |                                                     |
| 起工     | 1936年3月24日                                       |
| 進水     | 1938年2月14日                                       |
| 就役     | 1938年8月5日                                        |
| 退役     | 1945年10月19日                                      |
| その後   | 1946年6月13日に売却                                 |
| 性能諸元 |                                                     |
| 排水量   | 1,500トン、2,219トン（満載）                        |
| 全長     | 341 ft 4 in (104.04 m)                              |
| 全幅     | 35 ft 10 in (10.92 m)                               |
| 吃水     | 14 ft 4 in (4.37 m)                                 |
| 機関     | ギアードタービン、2軸推進、50,000 shp               |
| 最大速   | 36.5ノット                                          |
| 乗員     | 176名                                               |
| 兵装     | 38口径5インチ砲4門 50口径機銃4基 21インチ魚雷発射管 |

モーリー (USS Maury, DD-401) は、アメリカ海軍のグリッドレイ級駆逐艦。艦名はマシュー・フォンテーン・モーリーに因む。その名を持つ艦としては2隻目。

## 艦歴
1936年3月24日にカリフォルニア州のベスレヘム造船サンフランシスコ工場にて起工、1938年2月14日進水、1938年8月5日に就役し、エドワード・M・トンプソン少佐が指揮を執った。モーリーは速度試験にて42.8ノットに到達し、設計速度である36.5ノットを大きく上回った。これは米海軍の駆逐艦がそれまでに達成した最高速度であった。
モーリーは真珠湾攻撃の知らせを受けた際、エンタープライズの第8任務部隊に所属し、ウェーク島から真珠湾に向かって航行していた。1941年の残りの間、モーリーはエンタープライズの護衛のためハワイ地域にとどまった。 

### 1942～43年
1942年の初め、モーリーはエンタープライズ及びヨークタウンと共に、マーシャル・ギルバート諸島機動空襲に参加、2月1日に攻撃を行い2月5日に真珠湾に戻った。2月15日、第16任務部隊に編成され、ウェーク島の攻撃に参加、3月10日にオアフ島に戻った。モーリーは4月まで対潜水艦および対空演習を実施し、哨戒任務を務めた。4月30日、モーリーは珊瑚海海戦にてヨークタウンとレキシントンを支援し、6月2日には第17任務部隊と合流、ミッドウェー海戦に参加した。ミッドウェー海戦ではアメリカ軍はハムマン及びヨークタウンを失うが、日本軍の空母4隻と巡洋艦を沈めた。
ミッドウェー海戦の後、部隊は真珠湾に1か月滞在した後、再び南太平洋に向けて出航、トンガを経由してソロモン諸島に向かい、ガダルカナル島の戦いに参加した。モーリーはその間エンタープライズの護衛を務めたが、8月24日と25日の第二次ソロモン海戦にてエンタープライズなどが大きな被害を受け、第16任務部隊はトンガへ退避した後に真珠湾に戻った。モーリーは10月26日に南太平洋海戦に参加、この戦闘でホーネットが失われた。
モーリーはその後10か月を駆逐艦第11師団に所属し、ソロモン海域にて対潜哨戒と空母及び護送船団の護衛行った。1943年8月6～7日のベラ湾夜戦ではフレデリック・ムースブラガー大尉の第31.2任部部群に配属され、ダンラップ及びクレイヴンと共に日本の駆逐艦を雷撃し、江風、萩風、嵐を撃沈した。モーリーはサンペドロにて整備を行った後、第52任務部隊に配属されギルバート諸島沖航空戦に参加した。

### 1944年
1944年初頭、モーリーは第58任務部隊に加わり、エニウェトクの戦いにて空母を護衛し、3月30日から4月1日にかけての、パラオ、ヤップ島、ウルシー環礁、ウォレアイ環礁での攻撃に参加した。4月22日には、ホーランジアの戦いを支援し、1944年4月29日から5月1日まで、ポンペイ島、サタワン環礁、チューク諸島を攻撃した。モーリーは6月4日にマリアナ沖海戦に参加、7月4日に硫黄島を攻撃した後、マリアナ諸島まで後退し、7月21日と24日にそれぞれグアムとテニアン島への上陸を支援した。10月にはレイテ沖海戦に参加、その後フィリピンの戦いではエンガーニョ岬にて日本軍と交戦した。11月はほとんどをレイテ島とサマール島での作戦を支援するためにフィリピン東部の海域を巡航した。その後、第77.4任務群に配属され、1944年12月27日にルソン島の戦いに参加するため出航した。

### 1945年
1月中旬に護送船団の護衛として第78.12任務群に所属し、月末に第77任務部隊に再加入し、1945年2月10日までリンガエン湾とその周辺を哨戒した。モーリーは2月16日にウルシー環礁へ戻り、戦艦ミシシッピをハワイまで護衛するため航行し、1945年4月3日に真珠湾に入港した。

## その後
1945年10月19日に退役、1946年6月13日に売却された。 

## 従軍星章
モーリーは第二次世界大戦中の功績により16個の従軍星章を受章した。